# Copa Libertadores 2026
Navigation
Édition 2025 Édition 2027
La Copa Libertadores 2026 est la 67e édition de la plus prestigieuse des compétitions inter-clubs sud-américaine de football.
Cette compétition organisée par la CONMEBOL oppose les 47 meilleurs clubs sud-américains qui se sont illustrés dans leurs championnats respectifs la saison précédente.
Le vainqueur de la Copa Libertadores se qualifie pour la Copa Libertadores 2027, la Recopa Sudamericana 2026, la Coupe intercontinentale de la FIFA 2026 et la Coupe du monde des clubs de la FIFA 2029.

## Format
Le format de cette compétition est identique à celui des éditions précédentes. Les nations présentent 4 ou 7 clubs en fonction d'un classement établi par la CONMEBOL, qui sont qualifiés pour le premier, le second tour de qualification ou la phase de groupes.
Les équipes franchissant les tours de qualification rejoignent les équipes qualifiées d'office et sont réparties dans quatre chapeaux de 8 équipes selon le classement des clubs de la CONMEBOL.
La phase de groupe de la compétition est composée de 8 groupes de 4 équipes et la phase finale de quatre tours allant des huitièmes de finale jusqu'à la finale.

## Participants
47 équipes provenant de 10 associations membres de la CONMEBOL participent à la Copa Libertadores 2026.
D'après le classement de la CONMEBOL des championnats, une liste définit le nombre de clubs qu’une association a le droit d’envoyer :
- Le vainqueur de la Copa Libertadores 2025 est qualifié d'office pour la phase de groupes ;
- Le vainqueur de la Copa Sudamericana 2025 est qualifié d'office pour la phase de groupes ;
- L’association à la 1re place envoie cinq clubs en phase de groupes et deux au deuxième tour préliminaire ;
- L’association à la 2e place envoie cinq clubs en phase de groupes et un au deuxième tour préliminaire ;
- Les associations aux places 3 et 4 envoient deux clubs en phase de groupes et deux au deuxième tour préliminaire ;
- Les associations aux places 6 à 10 envoient deux clubs en phase de groupes, un au deuxième tour préliminaire et un au premier tour préliminaire.

| Copa Libertadores                 | Copa Libertadores                 | Copa Sudamericana                   | Copa Sudamericana                   |
| --------------------------------- | --------------------------------- | ----------------------------------- | ----------------------------------- |
| Vainqueur du Tournoi 2025         |                                   | Vainqueur du Tournoi 2025           |                                     |
| Brésil (1er Classement COMNEBOL)  | Brésil (1er Classement COMNEBOL)  | Argentine (2e Classement COMNEBOL)  | Argentine (2e Classement COMNEBOL)  |
| Champion 2025                     |                                   | Vainqueur Tournoi Ouverture 2025    | CA Platense                         |
| 2e du Championnat 2025            |                                   | Vainqueur Tournoi Clôture 2025      |                                     |
| 3e du Championnat 2025            |                                   | 1er Classement cumulé 2025          |                                     |
| 4e du Championnat 2025            |                                   | 2e Classement cumulé 2025           |                                     |
| Vainqueur Coupe 2025              |                                   | Vainqueur Coupe 2025                |                                     |
| Chili (3e Classement COMNEBOL)    | Chili (3e Classement COMNEBOL)    | Colombie (4e Classement COMNEBOL)   | Colombie (4e Classement COMNEBOL)   |
| Champion 2025                     |                                   | Vainqueur Tournoi Ouverture 2025    | Independiente Santa Fe              |
| 2e du Championnat 2025            |                                   | Vainqueur Tournoi Clôture 2025      |                                     |
| Bolivie (5e Classement COMNEBOL)  | Bolivie (5e Classement COMNEBOL)  | Equateur (6e Classement COMNEBOL)   | Equateur (6e Classement COMNEBOL)   |
| Champion 2025                     |                                   | Champion 2025                       |                                     |
| 2e du Championnat 2025            |                                   | Vainqueur première phase 2025       |                                     |
| Paraguay (7e Classement COMNEBOL) | Paraguay (7e Classement COMNEBOL) | Pérou (8e Classement COMNEBOL)      | Pérou (8e Classement COMNEBOL)      |
| Vainqueur Tournoi Ouverture 2025  | Club Libertad                     | Champion 2025                       |                                     |
| Vainqueur Tournoi Clôture 2025    |                                   | 2e du Championnat 2025              |                                     |
| Uruguay (9e Classement COMNEBOL)  | Uruguay (9e Classement COMNEBOL)  | Venezuela (10e Classement COMNEBOL) | Venezuela (10e Classement COMNEBOL) |
| Champion 2025                     |                                   | Champion 2025                       |                                     |
| Finaliste du Championnat 2025     |                                   | 1er Classement cumulé 2025          |                                     |

| Brésil (1er Classement COMNEBOL)  | Brésil (1er Classement COMNEBOL)  | Argentine (2e Classement COMNEBOL)  | Argentine (2e Classement COMNEBOL)  |
| --------------------------------- | --------------------------------- | ----------------------------------- | ----------------------------------- |
| 5e du Championnat 2025            |                                   | 3e du Classement cumulé 2025        |                                     |
| 6e du Championnat 2025            |                                   |                                     |                                     |
| Chili (3e Classement COMNEBOL)    | Chili (3e Classement COMNEBOL)    | Colombie (4e Classement COMNEBOL)   | Colombie (4e Classement COMNEBOL)   |
| 3e du Championnat 2025            |                                   | 1er Classement cumulé 2025          |                                     |
| Vainqueur Coupe 2025              |                                   | 2e Classement cumulé 2025           |                                     |
| Bolivie (5e Classement COMNEBOL)  | Bolivie (5e Classement COMNEBOL)  | Equateur (6e Classement COMNEBOL)   | Equateur (6e Classement COMNEBOL)   |
| 3e du Championnat 2025            |                                   | 2e du Championnat 2025              |                                     |
| Paraguay (7e Classement COMNEBOL) | Paraguay (7e Classement COMNEBOL) | Pérou (8e Classement COMNEBOL)      | Pérou (8e Classement COMNEBOL)      |
| 1er Classement cumulé 2025        |                                   | 3e du Championnat 2025              |                                     |
| Uruguay (9e Classement COMNEBOL)  | Uruguay (9e Classement COMNEBOL)  | Venezuela (10e Classement COMNEBOL) | Venezuela (10e Classement COMNEBOL) |
| 1er Classement cumulé 2025        |                                   | Finaliste du Championnat 2025       | Universidad Central VFC             |

| Bolivie (5e Classement COMNEBOL)  | Bolivie (5e Classement COMNEBOL)  | Equateur (6e Classement COMNEBOL)   | Equateur (6e Classement COMNEBOL)   |
| --------------------------------- | --------------------------------- | ----------------------------------- | ----------------------------------- |
| Vainqueur Coupe 2025              |                                   | Vainqueur Coupe 2025                |                                     |
| Paraguay (7e Classement COMNEBOL) | Paraguay (7e Classement COMNEBOL) | Pérou (8e Classement COMNEBOL)      | Pérou (8e Classement COMNEBOL)      |
| 2e Classement cumulé 2025         |                                   | 4e du Championnat 2025              |                                     |
| Uruguay (9e Classement COMNEBOL)  | Uruguay (9e Classement COMNEBOL)  | Venezuela (10e Classement COMNEBOL) | Venezuela (10e Classement COMNEBOL) |
| 2e Classement cumulé 2025         |                                   | 2e Classement cumulé 2025           |                                     |

## Calendrier
| Nom                                             | Tirage au sort | Match aller | Match retour | Nombre de participants |
| ----------------------------------------------- | -------------- | ----------- | ------------ | ---------------------- |
| Tours préliminaires (2026)                      |                |             |              |                        |
| Premier tour préliminaire                       | décembre 2025  | février     | février      | 6                      |
| Deuxième tour préliminaire                      | décembre 2025  | février     | février      | 16 (13+3)              |
| Troisième tour préliminaire                     | décembre 2025  | mars        | mars         | 8                      |
| Phase de groupes (2026)                         |                |             |              |                        |
| Journées 1 et 4 Journées 2 et 5 Journées 3 et 6 | mars           | avril-mai   | avril-mai    | 32 (28+4)              |
| Phase finale (2026)                             |                |             |              |                        |
| Huitièmes de finale                             | juin           | aout        | aout         | 16                     |
| Quarts de finale                                | juin           | septembre   | septembre    | 8                      |
| Demi-finales                                    | juin           | octobre     | octobre      | 4                      |
| Finale                                          | juin           | novembre    | novembre     | 2                      |

## Tours préliminaires

### Premier tour préliminaire
Les six équipes participantes sont placées dans deux pots de trois équipes en fonction de leur place au classement des clubs de la CONMEBOL.
| Pot 1 | Pot 2 |
| ----- | ----- |
| 0     | 0     |
|       |       |
|       |       |

Ce tour concerne les équipes classées à la 4e place des championnats classés entre la 5e et la 10e place.
| Équipe | Aller | Total   | Retour | Équipe |
| ------ | ----- | ------- | ------ | ------ |
|        | -     | Match 1 | -      |        |
|        | -     | Match 2 | -      |        |
|        | -     | Match 3 | -      |        |

### Deuxième tour préliminaire
Les 16 équipes participantes sont placées dans deux pots de huit équipes en fonction de leur place au classement des clubs de la CONMEBOL, les équipes issus du tour précédent étant directement affectées dans le pot 2.
| Pot 1 | Pot 2                     |
| ----- | ------------------------- |
| 0     | 0                         |
|       |                           |
|       |                           |
|       |                           |
|       |                           |
|       | Vainqueur du premier tour |
|       | Vainqueur du premier tour |
|       | Vainqueur du premier tour |

Ce tour concerne les équipes classées à la 3e place des championnats classés entre la 5e et la 10e place, les deux équipes colombiennes qualifiées pour ce tour, les équipes classées à la 3e et 4e place du championnat classé à la 4e place, l'équipe classée à la 4e place du championnat classé à la 2e place, les équipes classées à la 5e et 6e place du championnat classé à la 1re place et les trois équipes issus du tour précédent.
| Équipe | Aller | Total    | Retour | Équipe |
| ------ | ----- | -------- | ------ | ------ |
|        | -     | Match 4  | -      |        |
|        | -     | Match 5  | -      |        |
|        | -     | Match 6  | -      |        |
|        | -     | Match 7  | -      |        |
|        | -     | Match 8  | -      |        |
|        | -     | Match 9  | -      |        |
|        | -     | Match 10 | -      |        |
|        | -     | Match 11 | -      |        |

### Troisième tour préliminaire
Les 8 équipes participantes s'affrontent suivant le tirage au sort défini lors du tour précédent. Les perdants sont repêchés en Copa Sudamericana 2026.
| Équipe            | Aller | Total | Retour | Équipe             |
| ----------------- | ----- | ----- | ------ | ------------------ |
| Vainqueur Match 4 | -     | -     | -      | Vainqueur Match 11 |
| Vainqueur Match 5 | -     | -     | -      | Vainqueur Match 10 |
| Vainqueur Match 6 | -     | -     | -      | Vainqueur Match 9  |
| Vainqueur Match 7 | -     | -     | -      | Vainqueur Match 8  |

## Phase de groupe

### Format et tirage au sort
Les trente-deux équipes participantes sont placées dans quatre pots de huit équipes en fonction de leur place au classement des clubs de la CONMEBOL, les équipes issus du tour précédent étant directement affectées dans le pot 4.
Pot du tirage au sort
| Pot 1             | Pot 2 | Pot 3 | Pot 4                                    |
| ----------------- | ----- | ----- | ---------------------------------------- |
| (Tenant du titre) | 0     | 0     | 0                                        |
|                   |       |       |                                          |
|                   |       |       |                                          |
|                   |       |       |                                          |
|                   |       |       | Vainqueur du troisième tour préliminaire |
|                   |       |       | Vainqueur du troisième tour préliminaire |
|                   |       |       | Vainqueur du troisième tour préliminaire |
|                   |       |       | Vainqueur du troisième tour préliminaire |

### Classements et Résultats
| Légende des classements - Qualifié pour les huitièmes de finale - Repêché en Copa Sudamericana 2025 | 0 | Légende des résultats - Victoire à domicile - Match nul - Victoire à l'extérieur |

#### Groupe A
| Rang | Équipe | Pts | J | G | N | P | Bp | Bc | Diff |  | Résultats (▼ dom., ► ext.) |   |   |   |   |
| ---- | ------ | --- | - | - | - | - | -- | -- | ---- |  | -------------------------- | - | - | - | - |
| 1    |        | 0   | 0 | 0 | 0 | 0 | 0  | 0  | 0    |  |                            |   | - | - | - |
| 2    |        | 0   | 0 | 0 | 0 | 0 | 0  | 0  | 0    |  |                            | - |   | - | - |
| 3    |        | 0   | 0 | 0 | 0 | 0 | 0  | 0  | 0    |  |                            | - | - |   | - |
| 4    |        | 0   | 0 | 0 | 0 | 0 | 0  | 0  | 0    |  |                            | - | - | - |   |

#### Groupe B
| Rang | Équipe | Pts | J | G | N | P | Bp | Bc | Diff |  | Résultats (▼ dom., ► ext.) |   |   |   |   |
| ---- | ------ | --- | - | - | - | - | -- | -- | ---- |  | -------------------------- | - | - | - | - |
| 1    |        | 0   | 0 | 0 | 0 | 0 | 0  | 0  | 0    |  |                            |   | - | - | - |
| 2    |        | 0   | 0 | 0 | 0 | 0 | 0  | 0  | 0    |  |                            | - |   | - | - |
| 3    |        | 0   | 0 | 0 | 0 | 0 | 0  | 0  | 0    |  |                            | - | - |   | - |
| 4    |        | 0   | 0 | 0 | 0 | 0 | 0  | 0  | 0    |  |                            | - | - | - |   |

#### Groupe C
| Rang | Équipe | Pts | J | G | N | P | Bp | Bc | Diff |  | Résultats (▼ dom., ► ext.) |   |   |   |   |
| ---- | ------ | --- | - | - | - | - | -- | -- | ---- |  | -------------------------- | - | - | - | - |
| 1    |        | 0   | 0 | 0 | 0 | 0 | 0  | 0  | 0    |  |                            |   | - | - | - |
| 2    |        | 0   | 0 | 0 | 0 | 0 | 0  | 0  | 0    |  |                            | - |   | - | - |
| 3    |        | 0   | 0 | 0 | 0 | 0 | 0  | 0  | 0    |  |                            | - | - |   | - |
| 4    |        | 0   | 0 | 0 | 0 | 0 | 0  | 0  | 0    |  |                            | - | - | - |   |

#### Groupe D
| Rang | Équipe | Pts | J | G | N | P | Bp | Bc | Diff |  | Résultats (▼ dom., ► ext.) |   |   |   |   |
| ---- | ------ | --- | - | - | - | - | -- | -- | ---- |  | -------------------------- | - | - | - | - |
| 1    |        | 0   | 0 | 0 | 0 | 0 | 0  | 0  | 0    |  |                            |   | - | - | - |
| 2    |        | 0   | 0 | 0 | 0 | 0 | 0  | 0  | 0    |  |                            | - |   | - | - |
| 3    |        | 0   | 0 | 0 | 0 | 0 | 0  | 0  | 0    |  |                            | - | - |   | - |
| 4    |        | 0   | 0 | 0 | 0 | 0 | 0  | 0  | 0    |  |                            | - | - | - |   |

#### Groupe E
| Rang | Équipe | Pts | J | G | N | P | Bp | Bc | Diff |  | Résultats (▼ dom., ► ext.) |   |   |   |   |
| ---- | ------ | --- | - | - | - | - | -- | -- | ---- |  | -------------------------- | - | - | - | - |
| 1    |        | 0   | 0 | 0 | 0 | 0 | 0  | 0  | 0    |  |                            |   | - | - | - |
| 2    |        | 0   | 0 | 0 | 0 | 0 | 0  | 0  | 0    |  |                            | - |   | - | - |
| 3    |        | 0   | 0 | 0 | 0 | 0 | 0  | 0  | 0    |  |                            | - | - |   | - |
| 4    |        | 0   | 0 | 0 | 0 | 0 | 0  | 0  | 0    |  |                            | - | - | - |   |

#### Groupe F
| Rang | Équipe | Pts | J | G | N | P | Bp | Bc | Diff |  | Résultats (▼ dom., ► ext.) |   |   |   |   |
| ---- | ------ | --- | - | - | - | - | -- | -- | ---- |  | -------------------------- | - | - | - | - |
| 1    |        | 0   | 0 | 0 | 0 | 0 | 0  | 0  | 0    |  |                            |   | - | - | - |
| 2    |        | 0   | 0 | 0 | 0 | 0 | 0  | 0  | 0    |  |                            | - |   | - | - |
| 3    |        | 0   | 0 | 0 | 0 | 0 | 0  | 0  | 0    |  |                            | - | - |   | - |
| 4    |        | 0   | 0 | 0 | 0 | 0 | 0  | 0  | 0    |  |                            | - | - | - |   |

#### Groupe G
| Rang | Équipe | Pts | J | G | N | P | Bp | Bc | Diff |  | Résultats (▼ dom., ► ext.) |   |   |   |   |
| ---- | ------ | --- | - | - | - | - | -- | -- | ---- |  | -------------------------- | - | - | - | - |
| 1    |        | 0   | 0 | 0 | 0 | 0 | 0  | 0  | 0    |  |                            |   | - | - | - |
| 2    |        | 0   | 0 | 0 | 0 | 0 | 0  | 0  | 0    |  |                            | - |   | - | - |
| 3    |        | 0   | 0 | 0 | 0 | 0 | 0  | 0  | 0    |  |                            | - | - |   | - |
| 4    |        | 0   | 0 | 0 | 0 | 0 | 0  | 0  | 0    |  |                            | - | - | - |   |

#### Groupe H
| Rang | Équipe | Pts | J | G | N | P | Bp | Bc | Diff |  | Résultats (▼ dom., ► ext.) |   |   |   |   |
| ---- | ------ | --- | - | - | - | - | -- | -- | ---- |  | -------------------------- | - | - | - | - |
| 1    |        | 0   | 0 | 0 | 0 | 0 | 0  | 0  | 0    |  |                            |   | - | - | - |
| 2    |        | 0   | 0 | 0 | 0 | 0 | 0  | 0  | 0    |  |                            | - |   | - | - |
| 3    |        | 0   | 0 | 0 | 0 | 0 | 0  | 0  | 0    |  |                            | - | - |   | - |
| 4    |        | 0   | 0 | 0 | 0 | 0 | 0  | 0  | 0    |  |                            | - | - | - |   |

## Phase à élimination directe

### Tirage au sort
Les équipes qualifiées sont réparties selon leur classement en phase de poules (voir le tableau ci-dessous), les vainqueurs de groupe bénéficiant de l'avantage de jouer le match retour à domicile.
| Les 16 qualifiés | Les 16 qualifiés            | Les 16 qualifiés           |
| Groupe           | Pot 1 - Vainqueur de groupe | Pot 2 - Deuxième de groupe |
| ---------------- | --------------------------- | -------------------------- |
| A                |                             |                            |
| B                |                             |                            |
| C                |                             |                            |
| D                |                             |                            |
| E                |                             |                            |
| F                |                             |                            |
| G                |                             |                            |
| H                |                             |                            |

Les 16 équipes qualifiées sont classées en fonction des points obtenus durant la phase de groupe. En cas d'égalité c'est la différences de buts puis le nombre de buts marqué qui départage les équipes. Les premiers de chaque groupe occupent les huit premières places (de 1 à 8), les deuxièmes occupent les huit dernières places (de 9 à 16). L'équipe la mieux classée a l'avantage de jouer le match retour à domicile. 
| Rang | Équipe | Pts | Diff. |
| ---- | ------ | --- | ----- |
| 1    |        |     |       |
| 2    |        |     |       |
| 3    |        |     |       |
| 4    |        |     |       |
| 5    |        |     |       |
| 6    |        |     |       |
| 7    |        |     |       |
| 8    |        |     |       |

| Rang | Équipe | Pts | Diff. |
| ---- | ------ | --- | ----- |
| 9    |        |     |       |
| 10   |        |     |       |
| 11   |        |     |       |
| 12   |        |     |       |
| 13   |        |     |       |
| 14   |        |     |       |
| 15   |        |     |       |
| 16   |        |     |       |

### Huitièmes de finale
| Équipe | Aller | Total   | Retour | Équipe |
| ------ | ----- | ------- | ------ | ------ |
|        | -     | Match 1 | -      |        |
|        | -     | Match 2 | -      |        |
|        | -     | Match 3 | -      |        |
|        | -     | Match 4 | -      |        |
|        | -     | Match 5 | -      |        |
|        | -     | Match 6 | -      |        |
|        | -     | Match 7 | -      |        |
|        | -     | Match 8 | -      |        |

### Quarts de finale
| Équipe            | Aller | Total    | Retour | Équipe            |
| ----------------- | ----- | -------- | ------ | ----------------- |
| Vainqueur Match 1 | -     | Match 9  | -      | Vainqueur Match 2 |
| Vainqueur Match 3 | -     | Match 10 | -      | Vainqueur Match 4 |
| Vainqueur Match 5 | -     | Match 11 | -      | Vainqueur Match 6 |
| Vainqueur Match 7 | -     | Match 12 | -      | Vainqueur Match 8 |

### Demi-finales
| Équipe             | Aller | Total    | Retour | Équipe             |
| ------------------ | ----- | -------- | ------ | ------------------ |
| Vainqueur Match 9  | -     | Match 13 | -      | Vainqueur Match 10 |
| Vainqueur Match 11 | -     | Match 14 | -      | Vainqueur Match 12 |

### Finale
| Équipe             | Score | Équipe             |
| ------------------ | ----- | ------------------ |
| Vainqueur Match 13 | -     | Vainqueur Match 14 |

#### Tableau final
|  | Huitièmes de finale | Huitièmes de finale | Huitièmes de finale | Huitièmes de finale |   |   | Quarts de finale | Quarts de finale | Quarts de finale | Quarts de finale |  |  | Demi-finales | Demi-finales | Demi-finales | Demi-finales |  |  | Finale | Finale | Finale | Finale |
|  |                     |                     |                     |                     |   |   |                  |                  |                  |                  |  |  |              |              |              |              |  |  |        |        |        |        |
|  |                     |                     |                     |                     |   |   |                  |                  |                  |                  |  |  |              |              |              |              |  |  |        |        |        |        |
|  |                     |                     | -                   | -                   |   |   |                  |                  |                  |                  |  |  |              |              |              |              |  |  |        |        |        |        |
|  |                     |                     | -                   | -                   |   |   |                  |                  |                  |                  |  |  |              |              |              |              |  |  |        |        |        |        |
|  |                     |                     | -                   | -                   |   |   |                  |                  |                  |                  |  |  |              |              |              |              |  |  |        |        |        |        |
|  |                     |                     | -                   | -                   | - | - |                  |                  |                  |                  |  |  |              |              |              |              |  |  |        |        |        |        |
|  |                     |                     |                     |                     | - | - |                  |                  |                  |                  |  |  |              |              |              |              |  |  |        |        |        |        |
|  |                     |                     |                     |                     | - | - |                  |                  |                  |                  |  |  |              |              |              |              |  |  |        |        |        |        |
|  |                     |                     | -                   | -                   | - | - |                  |                  |                  |                  |  |  |              |              |              |              |  |  |        |        |        |        |
|  |                     |                     |                     |                     |   |   |                  |                  |                  |                  |  |  |              |              |              |              |  |  |        |        |        |        |
|  |                     |                     | -                   | -                   |   |   |                  |                  |                  |                  |  |  |              |              |              |              |  |  |        |        |        |        |
|  |                     |                     | -                   | -                   | - | - |                  |                  |                  |                  |  |  |              |              |              |              |  |  |        |        |        |        |
|  |                     |                     |                     |                     | - | - |                  |                  |                  |                  |  |  |              |              |              |              |  |  |        |        |        |        |
|  |                     |                     |                     |                     | - | - |                  |                  |                  |                  |  |  |              |              |              |              |  |  |        |        |        |        |
|  |                     |                     | -                   | -                   | - | - |                  |                  |                  |                  |  |  |              |              |              |              |  |  |        |        |        |        |
|  |                     |                     |                     |                     |   |   |                  |                  |                  |                  |  |  |              |              |              |              |  |  |        |        |        |        |
|  |                     |                     | -                   | -                   |   |   |                  |                  |                  |                  |  |  |              |              |              |              |  |  |        |        |        |        |
|  |                     |                     | -                   | -                   | - | - |                  |                  |                  |                  |  |  |              |              |              |              |  |  |        |        |        |        |
|  |                     |                     |                     |                     | - | - |                  |                  |                  |                  |  |  |              |              |              |              |  |  |        |        |        |        |
|  |                     |                     |                     |                     | - | - |                  |                  |                  |                  |  |  |              |              |              |              |  |  |        |        |        |        |
|  |                     |                     | -                   | -                   | - | - |                  |                  |                  |                  |  |  |              |              |              |              |  |  |        |        |        |        |
|  |                     |                     |                     |                     |   |   |                  |                  |                  |                  |  |  |              |              |              |              |  |  |        |        |        |        |
|  |                     |                     | -                   | -                   |   |   |                  |                  |                  |                  |  |  |              |              |              |              |  |  |        |        |        |        |
|  |                     |                     | -                   | -                   | - |   |                  |                  |                  |                  |  |  |              |              |              |              |  |  |        |        |        |        |
|  |                     |                     |                     |                     |   |   |                  |                  |                  |                  |  |  |              |              |              |              |  |  |        |        |        |        |
|  |                     |                     |                     |                     | - |   |                  |                  |                  |                  |  |  |              |              |              |              |  |  |        |        |        |        |
|  |                     |                     | -                   | -                   |   |   |                  |                  |                  |                  |  |  |              |              |              |              |  |  |        |        |        |        |
|  |                     |                     |                     |                     |   |   |                  |                  |                  |                  |  |  |              |              |              |              |  |  |        |        |        |        |
|  |                     |                     | -                   | -                   |   |   |                  |                  |                  |                  |  |  |              |              |              |              |  |  |        |        |        |        |
|  |                     |                     | -                   | -                   | - | - |                  |                  |                  |                  |  |  |              |              |              |              |  |  |        |        |        |        |
|  |                     |                     |                     |                     | - | - |                  |                  |                  |                  |  |  |              |              |              |              |  |  |        |        |        |        |
|  |                     |                     |                     |                     | - | - |                  |                  |                  |                  |  |  |              |              |              |              |  |  |        |        |        |        |
|  |                     |                     | -                   | -                   | - | - |                  |                  |                  |                  |  |  |              |              |              |              |  |  |        |        |        |        |
|  |                     |                     |                     |                     |   |   |                  |                  |                  |                  |  |  |              |              |              |              |  |  |        |        |        |        |
|  |                     |                     | -                   | -                   |   |   |                  |                  |                  |                  |  |  |              |              |              |              |  |  |        |        |        |        |
|  |                     |                     | -                   | -                   | - | - |                  |                  |                  |                  |  |  |              |              |              |              |  |  |        |        |        |        |
|  |                     |                     |                     |                     | - | - |                  |                  |                  |                  |  |  |              |              |              |              |  |  |        |        |        |        |
|  |                     |                     |                     |                     | - | - |                  |                  |                  |                  |  |  |              |              |              |              |  |  |        |        |        |        |
|  |                     |                     | -                   | -                   | - | - |                  |                  |                  |                  |  |  |              |              |              |              |  |  |        |        |        |        |
|  |                     |                     |                     |                     |   |   |                  |                  |                  |                  |  |  |              |              |              |              |  |  |        |        |        |        |
|  |                     |                     | -                   | -                   |   |   |                  |                  |                  |                  |  |  |              |              |              |              |  |  |        |        |        |        |
|  |                     |                     | -                   | -                   | - | - |                  |                  |                  |                  |  |  |              |              |              |              |  |  |        |        |        |        |
|  |                     |                     |                     |                     | - | - |                  |                  |                  |                  |  |  |              |              |              |              |  |  |        |        |        |        |
|  |                     |                     |                     |                     | - | - |                  |                  |                  |                  |  |  |              |              |              |              |  |  |        |        |        |        |
|  |                     |                     | -                   | -                   | - | - |                  |                  |                  |                  |  |  |              |              |              |              |  |  |        |        |        |        |
|  |                     |                     |                     |                     |   |   |                  |                  |                  |                  |  |  |              |              |              |              |  |  |        |        |        |        |
|  |                     |                     | -                   | -                   |   |   |                  |                  |                  |                  |  |  |              |              |              |              |  |  |        |        |        |        |
|  |                     |                     |                     |                     |   |   |                  |                  |                  |                  |  |  |              |              |              |              |  |  |        |        |        |        |
|  |                     |                     |                     |                     |   |   |                  |                  |                  |                  |  |  |              |              |              |              |  |  |        |        |        |        |